# Chris Gayle
Christopher Henry Gayle (* 21. September 1979 in Kingston, Jamaika) ist ein jamaikanischer Cricketspieler, der zwischen 1999 und 2021 für das West Indies Cricket Team spielte und von 2007 bis 2010 ihr Kapitän war. Mit diesen konnte er den ICC World Twenty20 2012 und 2016 gewinnen.

## Aktive Karriere

### Anfänge in der Nationalmannschaft
Gayle gab sein First-Class-Debüt für Jamaika in der Saison 1998/99. Dort konnte er früh überzeugen, so dass er im September 1999 für die ODI-Serie gegen Indien nominiert wurde und dort sein Debüt absolvierte. Im März 2000 war er Teil der Tour gegen Simbabwe und absolvierte dort sein Test-Debüt, bei dem ihm 3 Wickets für 25 Runs gelangen. In der ODI-Serie gelang ihm zudem ein Fifty über 58* Runs. Beim ICC KnockOut 2000 in Kenia im Oktober war er nicht Teil des Kaders, da er einen Akademie-Aufenthalt in Australien absolvierte. Im März 2001 folgte darauf eine Tour gegen Südafrika, bei der er je ein Fifty in den Tests (81 Runs) und ODIs (50 Runs) erreichte. Im Juli reiste er mit dem Team nach Simbabwe, wo er zunächst zwei Fifties (53 und 76 Runs) erzielte. In der Test-Serie folgte dann im ersten Spiel sein erstes Century über 175 Runs aus 255 Bällen, wofür er als Spieler des Spiels ausgezeichnet wurde. Im zweiten Test folgte ein weiteres Fifty (52* Runs), woraufhin er als Spieler der Serie ausgezeichnet wurde. Zum Ende der Saison folgte eine ODI-Serie in Kenia, bei der er zunächst auch in diesem Format sein erstes Century über 152 Runs aus 150 Bällen erzielte und später ein weiteres Fifty (70 Runs). Auch hier wurde er als Spieler der Serie ausgezeichnet.
In der Saison 2001/02 erzielte er zunächst bei einem Drei-Nationen-Turnier in Sri Lanka je ein Fifty gegen Simbabwe (85 Runs) und den Gastgeber (60 Runs). Dem folgte die Tour gegen Pakistan, die in den Vereinigten Arabischen Emiraten ausgetragen wurde. Dabei erzielte er im ersten Test nicht nur zwei Fifties (68 und 66 Runs), sondern zusätzlich auch drei Wickets (3/27). In den ODIs erfolgten dann zwei weitere Half-Centuries (50 und 62 Runs). Im April folgte die Tour gegen Indien, bei der er erst zwei Fifty in den Tests (52 und 68 Runs) und dann ein weiteres Fifty (84 Runs) und drei Wickets (3/26) in der ODI-Serie erzielte. Im Anschluss kam das neuseeländische Team in die West Indies. Die ODI-Serie begann mit drei Wickets (3/26) als Bowler und nachdem er ein Fifty (60 Runs) im vierten Spiel erzielte, wurde er nach einem Fifty (67 Runs) und vier Wickets (4/54) im letzten Spiel als Spieler des Spiels und der Serie ausgezeichnet. In der zugehörigen Test-Serie konnte er dann nach einem Fifty (73 Runs) ein Double-Century über 204 Runs aus 332 Bällen erreichen, wofür er erneut ausgezeichnet wurde.

### Feste Größe für die West Indies
Die Saison 2002/03 begann dann mit einer Tour in Indien. Nach einem Fifty im dritten Test (88 Runs) gelangen ihm dann in der ODI-Serie drei Centuries (103 (116), 140 (127) und 101 (107)) und drei Wickets (3/22), wofür er als Spieler der Serie ausgezeichnet wurde. Weiter reiste das Team nach Bangladesch. Im dritten ODI erreichte er 73 Runs und drei Wickets (3/37) und im ersten Test ein weiteres Fifty (51 Runs). Daraufhin war er Teil des Teams beim Cricket World Cup 2003 und erzielte dort gegen Sri Lanka ein Fifty (55 Runs) und gegen Kenia ein Century über 119 Runs aus 151 Bällen. Jedoch scheiterte das Team schon in der Vorrunde. Nach dem Turnier folgte eine Tour gegen Australien, wo er für die ersten beiden Tests vom Verband nicht aufgestellt wurde, da er dessen Bedingungen für die Teilnahme an Turnieren im nationalen Cricket nicht erfüllt hatte. In den verbliebenen Tests erreichte er ein weiteres Fifty (71 Runs). In der zugehörigen ODI-Series erzielte er zunächst ein Fifty (84 Runs) und drei Wickets (3/37), bevor ihm im letzten Spiel 60 Run und fünf Wickets (5/46) gelangen, wofür er ausgezeichnet wurde. Im weiteren Verlauf des Sommers erreichte er ein Fifty über 94 Runs in der ODI-Serie gegen Sri Lanka.
Die Saison 2003/04 begann mit einer ODI-Serie in Simbabwe. Hier erzielte er im ersten Spiel ein Century über 153* Runs aus 160 Bällen. Nach zwei weiteren Fifties (61 und 51 Runs) konnte er dann im abschließenden fünften ODI ein weiteres Century (112* (75)) am Schlag und vier Wickets (4/24) als Bowler erreichen, womit er als Spieler der Serie ausgezeichnet wurde. Daran schloss sich eine Tour in Südafrika an. In den Tests erzielte er ein Century über 116 Runs aus 120 Bällen im dritten und ein Fifty (77 Runs) und ein weiteres Century (107 (159) Runs) im vierten Spiel. In der dazugehörigen ODI-Serie konnte er dann im letzten Spiel ein weiteres Century über 152* Runs aus 153 Bällen hinzufügen, was jedoch nicht zum Sieg und damit zur Verhinderung der Serienniederlage ausreichte. Die Saison schloss er dann gegen England mit zwei Fifties in den Tests (62 und 69 Runs) und drei Wickets (3/20) in den ODIs ab. Gegen Bangladesch begann er die Saison 2004 und erzielte dabei im ersten Test ein Century über 141 Runs aus 293 Bällen und ein Fifty (66* Runs), wofür er ausgezeichnet wurde. Mit dem Team reiste er daraufhin nach England. Dort bestritt er zunächst ein Drei-Nationen-Turnier, bei dem er gegen den Gastgeber erst ein Fifty (60* Runs) und dann ein Century (132* (165) Runs) und drei Wickets (3/57) erzielte. Die folgende Test-Serie begann mit zwei Fifties (66 und 81 Runs) im ersten Spiel und ein Fifty (82 Runs) und fünf Wickets (5/34) im zweiten. Die Serie schloss er dann im vierten Test mit einem Century über 105 Runs aus 87 Bällen ab. Die Saison endete dann mit der ICC Champions Trophy 2004, bei dem er ein Fifty (99 Runs) gegen Bangladesch und drei Wickets (3/50) gegen Südafrika erreichte. Mit dem Team konnte er daraufhin das Turnier für sich entscheiden.

### Sprung an die Weltspitze
In der Saison 2004/05 gelang ihm ein Fifty über 82 Runs gegen Pakistan bei einem Drei-Nationen-Turnier in Australien. Des Weiteren war die Saison von einem Kampf innerhalb des Teams um Sponsorship-Verträge geprägt. Die West Indies schlossen einen neuen Team-Vertrag ab, der den persönlichen Verträgen vieler Spieler widersprach. Daher wurden zunächst sieben Spieler für den ersten Test der Tour gegen Südafrika gesperrt, als sie sich weigerten den alten Sponsor abzulegen, darunter auch Gale. Gale gab dann nach und wurde für den zweiten Test wieder in den Kader aufgenommen. Daneben führte er Jamaica zum Gewinn des Carib Beer Cup 2004/05. In den ersten beiden Test gegen Südafrika stach er als Bowler heraus mit vier (4/50) und drei Wickets (3/85). Zum Ende der Serie konnte er ein Triple-Century über 317 Runs aus 483 Bällen erzielen. In den ODIs folgte dann ein Century über 132 Runs aus 152 Bällen. Dem schloss sich eine Tour gegen Pakistan an. Im ersten Test gelangen ihm ein Fifty (50 Runs) und 5 Wickets für 91 Runs. In den ODIs konnte er dann neben drei Wickets (3/48) im ersten Spiel ein Century über 124 Runs aus 137 Bällen erreichen. Im Sommer spielte er dann für Worcestershire im englischen nationalen Cricket.
Zu Beginn wurde er in den Kader für die ICC Super Series 2005 auf der Seite der ICC World XI berufen und erzielte im zweiten ODI ein Fifty (54 Runs). In der folgenden Test-Serie gegen Australien mit den West Indies erreichte er ebenfalls ein Fifty. Im zweiten Test musste er verletzt ausscheiden und sich daraufhin einer Operation unterziehen. Im Februar reiste er mit dem Team nach Neuseeland, wo er Teil des ersten Twenty20s der West indies war. In den ODIs erreichte er dann ein Mal drei Wickets (3/50) und in der Test-Serie zwei Fifties (82 und 68 Runs). Die Saison 2006 begann mit einer ODI-Serie gegen Simbabwe, wobei ihm im fünften Spiel 95* Runs gelangen und er ausgezeichnet wurde. Daraufhin traf man auf Indien, dessen ODI-Serie er mit einem Century über 123 Runs aus 130 Bällen begann. Nach 51 Runs im letzten ODI erzielte er im ersten Test zwei weitere Fifties (72 und 69 Runs) und ein weiteres im dritten Spiel der Serie (83 Runs). Bei einem Drei-Nationen-Turnier in Malaysia gelangen ihm im September gegen Australien zwei Fifties (58 und 79 Runs). In der Folge war er im Kader bei der ICC Champions Trophy 2006. Diese begann er mit 3 Wickets für 3 Runs gegen Simbabwe, wofür er ausgezeichnet wurde. Nach einem Century über 104* Runs aus 118 Bällen gegen Bangladesch und einem weiteren über 101 Runs aus 128 Bällen, sowie drei Wickets (3/31) gegen England wurde er jeweils erneut ausgezeichnet. Er war es dann auch, der mit einem weiteren Century über 133* Runs aus 135 Bällen im Halbfinale gegen Südafrika das Team ins Finale brachte, wofür er ein viertes Mal ausgezeichnet wurde. Jedoch verlor man dort gegen Australien, er wurde dennoch als Spieler des Turniers ausgezeichnet. Bei dem Turnier hatte er vor allem in den Eröffnungs-Partnerschaften zusammen mit Shivnarine Chanderpaul herausgestochen.

### Aufstieg zum Kapitän
Nach dem Turnier erzielte er in der Test-Serie in Pakistan ein Fifty über 93 Runs. Ein weiteres Fifty (52 Runs) erfolgte in der ODI-Serie in Indien im Januar 2007. Es folgte der Cricket World Cup 2007, jedoch konnte er dort lediglich im letzten Spiel gegen England ein Half-Century über 79 Runs erreichen, woraufhin die West Indies in der Super-8-Runde ausschieden. Nach dem Turnier reiste er mit dem Team für eine Tour nach England. In der Test-Serie erzielte er drei Wickets (3/66) im ersten und ein Fifty über 52 Runs im vierten Test. Auch in der ODI- (82 Runs) und in der Twenty20-Serie (61 Runs) gelang ihm je ein Fifty, wobei er als ODI-Kapitän fungierte. Bei einem Vier-Nationen-Turnier in Irland konnte er kurz darauf gegen die Niederlande (51* Runs) und Schottland (85* Runs) ebenfalls Fifties erreichen. Im September folgte mit dem ICC World Twenty20 2007 die erste Twenty20-Weltmeisterschaft, bei dem er ein Century über 117 Runs aus 57 Bällen gegen Südafrika erzielte. Doch reichte dies nicht zum Sieg und das Team schied in der Vorrunde aus. Als sich im November Ramanaresh Sarwan an der Schulter verletzte, übernahm Gayle von ihm die Kapitänswürde für alle Formate. Im Dezember erzielte er in der ODI-Serie in Simbabwe 58* Runs. In der folgenden Test-Serie in Südafrika folgte ein weiteres Fifty über 66 Runs. Jedoch verletzte er sich bei der Tour und musste mehrere Wochen aussetzen. Zum Abschluss der Saison erzielte er gegen Sri Lanka je ein Fifty in der Test- (51* Runs) und ODI-Serie (52 Runs).
In der Saison 2008 erreichte er zwei Fifties (53 und 92 Runs) in den ODIs gegen Australien. Kurz darauf drohte er von seiner Kapitänsrolle zurückzutreten, konnte vom Verband jedoch überzeugt werden weiter zu machen. Bei einem Drei-Nationen-Turnier in Kanada im August erreichte er gegen den Gastgeber ein Century über 110* Runs aus 77 Bällen. Im November führte er die Stanford Superstars an, die sich dank seinem Fifties (65* Runs) das 20 Millionen US-Dollar Preisgeld gegen England sichern konnten. In der folgenden ODI-Serie gegen Pakistan gelangen ihm dann zwei Centuries (113 (106) und 122 (137)), wofür er als Spieler der Serie ausgezeichnet wurde. Im Dezember reiste er mit dem Team nach Neuseeland, wo er in der Test-Serie zunächst ein Fifty (74 Runs) und drei Wickets (3/42) erzielte. Im zweiten Test wurde er dann nach einem Century über 197 Runs aus 396 Bällen als Spieler des Spiels ausgezeichnet. Auch in den ODIs erreichte er mit 135 Runs aus 129 Bällen ein Century, bevor er die Tour mit einem Fifty über 67 Runs in den Twenty20s beendete. Darauf folgte eine Tour gegen England. In den Tests gelangen ihm zwei Centuries (104 (193) und 102 (170)). Jedoch verletzte er sich am Oberschenkel zum Ende der Test-Serie und wurde erst kurz vor den ODIs wieder fit, wo er ein weiteres Fifty (80 Runs) erzielte. Die Tour war auch geprägt durch Streitigkeiten mit dem Verband über die Bezahlung der Spieler, in dem Gayle auch Streikdrohungen verlautbarte. Die Saison 2009 begann mit dem Gegenbesuch in England, wobei ihm im zweiten Test 54 Runs gelangen, auch wenn er damit die Innings-Niederlage nicht vermeiden konnte. Dem schloss sich die ICC World Twenty20 2009 an, bei dem er gegen Australien ein Fifty über 88 Runs erreichte und als Spieler des Spiels ausgezeichnet wurde. Im Halbfinale gegen Sri Lanka konnte er abermals ein Half-Century (63* Runs) erzielen, jedoch verlor man das Spiel und schied aus. In der darauf folgenden ODI-Serie gegen Indien gelang ihm ein weiteres Fifty (64 Runs). In der Folge kam es zu weiteren Streitigkeiten mit dem Verband über die Bezahlung, die dazu führten, dass er mehrere Monate nicht zum Einsatz kam und so die ICC Champions Trophy 2009 verpasste.

### Rückzug vom Kapitänsamt

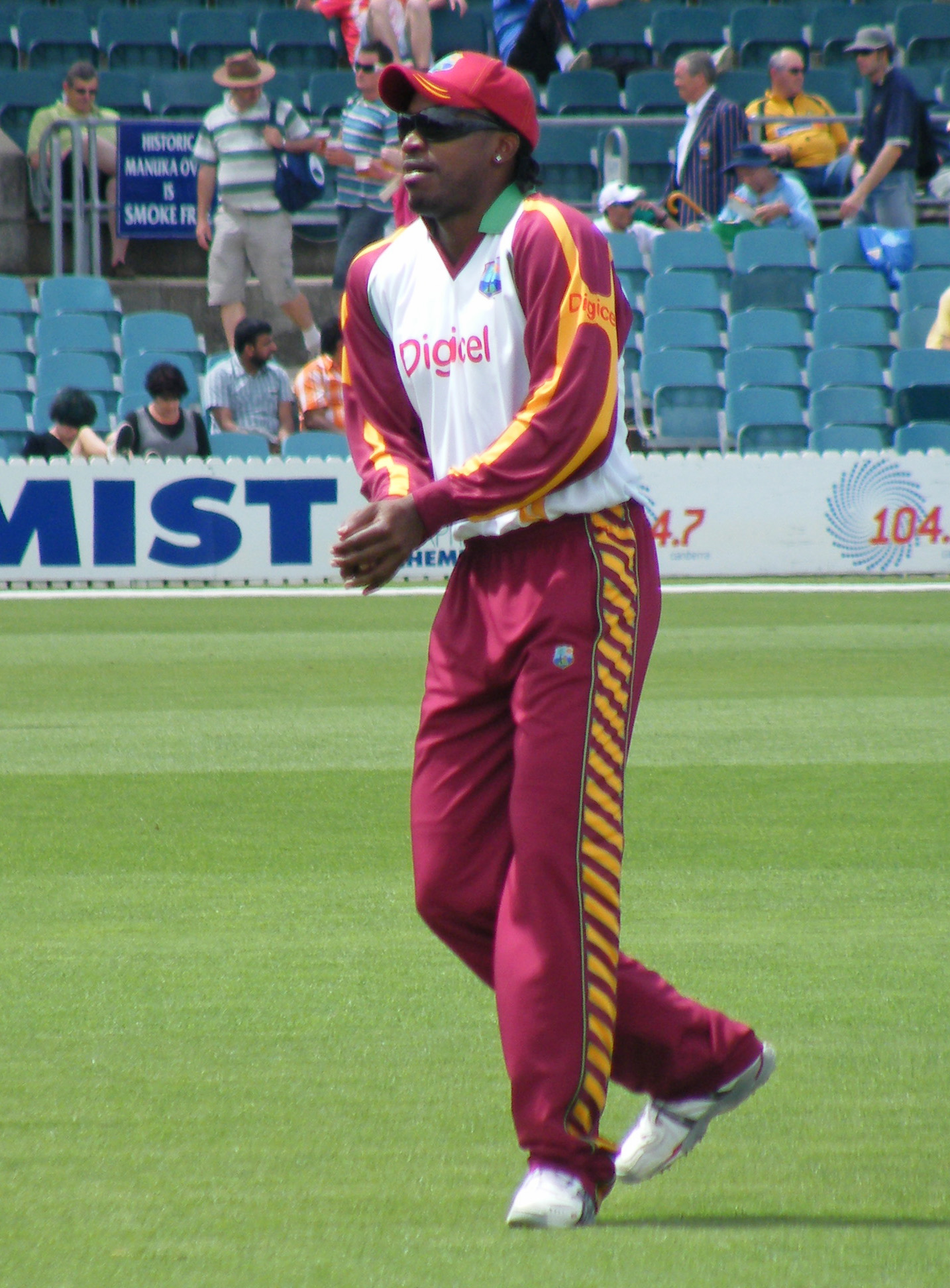
Gayle bei einem Spiel in Canberra (2010)

In der Saison 2009/10 erzielte er nach der Beilegung des Konflikts in der Test-Serie in Australien zwei Centuries (165* (285) und 102 (72) Runs), wofür er als Spieler der Serie ausgezeichnet wurde. Zum Ende der Saison traf er mit dem Team auf Simbabwe, in dessen ODI-Serie ihm zwei Fifties gelangen (88 un 63 Runs). Im Mai folgte dann die ICC World Twenty20 2010, bei dem ihm beim Sieg gegen Indien ein Fifty über 98 Runs gelang, wofür er ausgezeichnet wurde. Das war jedoch der einzige Sieg in der Super-8-Runde und so schied das Team in dieser aus. In der sich daran anschließenden Test-Serie gegen Südafrika gelangen ihm zwei Fifties (73 und 50 Runs). Nach der Tour gab es Spekulationen um seine Rolle als Kapitän. Im September lehnte er den zentralen Vertrag des Verbandes ab und im Oktober wurde dann Darren Sammy als sein Nachfolger verkündet. Bei der folgenden Tour in Sri Lanka konnte er dann im ersten Test ein Tripple-Century über 333 Runs aus 437 Bällen erzielen, doch endete das Spiel im Remis. Er war Teil des Teams beim Cricket World Cup 2011 und erzielte dort gegen die Niederlande 80 Runs, blieb abseits davon jedoch hinter den Erwartungen zurück. Nach dem Turnier wurde er aus dem Team gestrichen. Gayle fokussierte sich daraufhin auf Twenty20-Cricket und wurde für die Indian Premier League 2011 von den Royal Challengers Bangalore unter Vertrag genommen. Dies wurde vom west-indischen Verband als Provokation ausgelegt und nachdem er nach einer Verletzung ohne das medizinische Einverständnis des Verbandes wieder zu Spielen begann, vertieften sich die öffentlich geführten Auseinandersetzungen. Daraufhin fokussierte er sich noch mehr auf verschiedene Twenty20-Ligen in der Welt. Erst im April konnten sich dann beide Seiten einigen und Gayle stand wieder für das Nationalteam zur Verfügung.
Im Juni wurde er dann wieder für die Tour in England ins Team berufen und erreichte dort in den Twenty20s ein Fifty (53 Runs). Gegen Neuseeland begann die Tour mit zwei Fifties in den Twenty20s (85* und 53 Runs), wofür er als Spieler der Serie ausgezeichnet wurde. Dem folgte die ODI-Serie mit 63* Runs im ersten Spiel und einem Century über 125 Runs aus 107 Bällen im zweiten. Im ersten Test kamen dann noch ein Century über 150 Runs aus 206 Bällen und ein Fifty über 64* Runs hinzu, mit denen er den Sieg sicherstellte. Beim ICC World Twenty20 2012 erzielte er zunächst gegen Australien (54 Runs) und England (58 Runs) ein Fifty, bevor ihm beim Sieg im Halbfinale gegen Australien (75* Runs) ein weiteres gelang. Dort setzten sich dann die West Indies gegen den Gastgeber Sri Lanka durch und sicherten sich so den Weltmeistertitel. Zum Ende der Saison 2012/13 erzielte er in den Tests gegen Simbabwe ein Century über 101 Runs aus 145 Bällen. Bei der ICC Champions Trophy 2013 erreichte er als beste Leistung 39 Runs gegen Pakistan. Bei dem kurz darauf stattfindenden heimischen Drei-Nationen-Turnier erreichte er ein Century über 109 Runs aus 100 Bällen gegen Sri Lanka und wurde dafür als Spieler des Spiels ausgezeichnet. Im November zog er sich eine Oberschenkelverletzung zu und musste mehrere Wochen aussetzen. Im Februar folgte dann eine Rückenverletzung. Zum ICC World Twenty20 2014 war er wieder fit und erreichte dort ein Fifty über 53 Runs gegen Australien. Doch scheiterte man dieses Mal an Sri Lanka im Halbfinale. Im Juni folgten zwei Fifties (64 und 80* Runs) in der Test-Serie gegen Neuseeland. Im August folgte eine weitere Tour gegen Bangladesch. Dort erreichte er ein Fifty über 58 Runs in den ODIs und ein weiteres in den Tests (64 Runs). Im November verletzte er sich erneut am Rücken und musste abermals mehrere Wochen aussetzen. Im Januar erreichte er zwei Fifties (77 und 90 Runs) in den Twenty20s in Südafrika. Beim Cricket World Cup 2015 stach vor allem sein Double-Century über 215 Runs aus 147 Bällen gegen Simbabwe heraus. Gegen Neuseeland gelang ihm dann im Viertelfinale ein weiteres Fifty über 61 Runs, was jedoch nicht ausreichte das Ausscheiden zu verhindern.

### Fokus auf die kurzen Formate und Karriereende

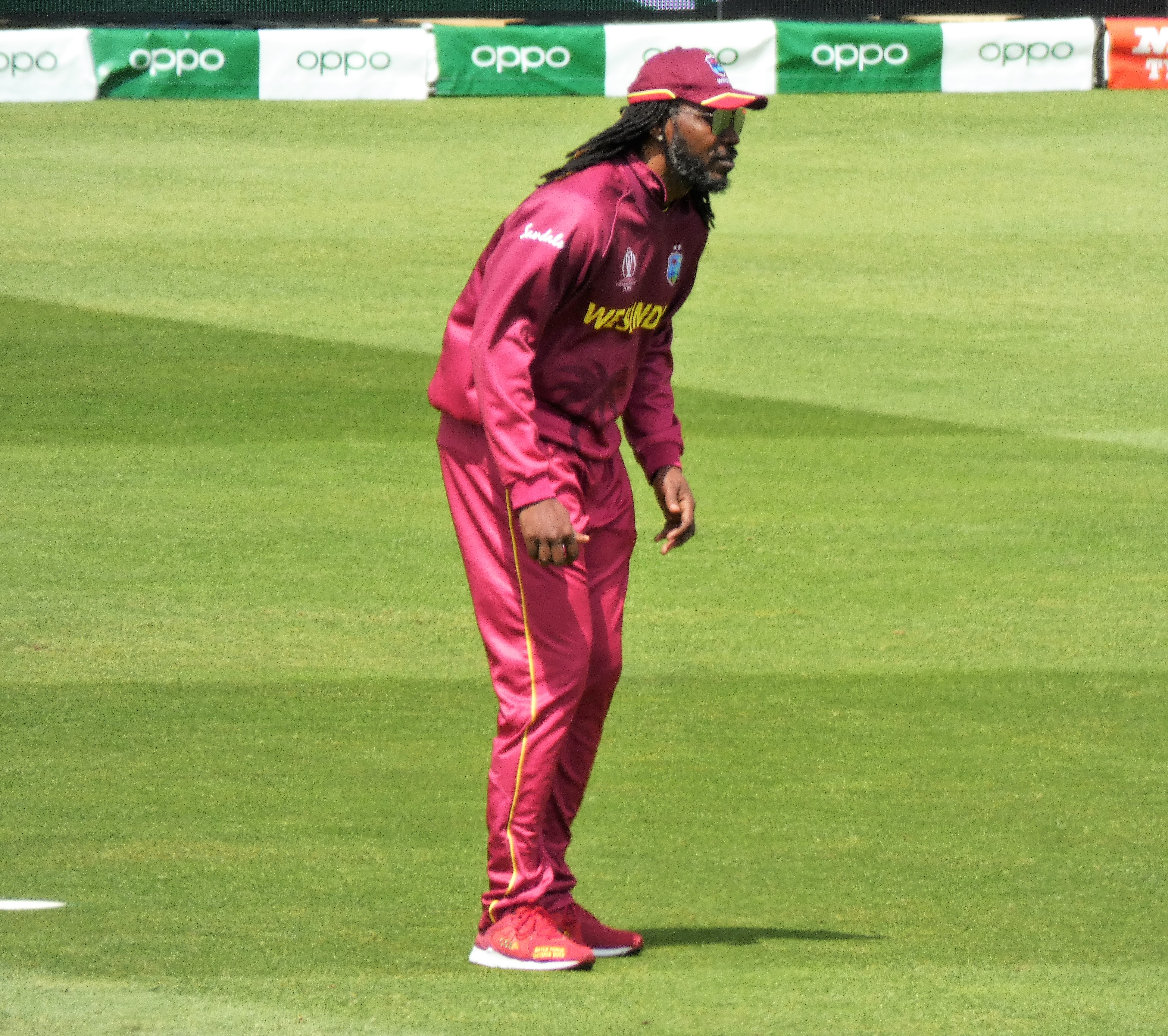
Gayle beim Cricket World Cup 2019

Gayle spielte in der Folge immer wieder damit ins Test-Team zurückzukehren, was er jedoch auf Grund der Fitness nicht mehr schaffte. Während der Big Bash League 2015/16 gab er ein TV-Interview, in dem er der Moderatorin offen Avancen machte, was zu einem Skandal führte. Dafür erhielt er eine Geldstrafe. Er war dann Teil des Teams beim ICC World Twenty20 2016, bei dem ihm im ersten Spiel ein Century über 100* Runs aus 48 Bällen gegen England gelang, wofür er ausgezeichnet wurde. Mit dem Team konnte er in der Fogle dann den zweiten Weltmeistertitel sichern. In der Folge tat er sich schwer, die Vorwürfe aus dem Sexismusskandal flammten immer wieder auf. Erst im Juli 2017 kam er dann wieder zurück ins Nationalteam. Im September erzielte er in der ODI-Serie in England ein Fifty über 94 Runs. Beim ICC Cricket World Cup Qualifier 2018 im März erreichte er ein Century über 123 Runs aus 91 Bällen gegen die Vereinigten Arabischen Emirate. Im Juli erzielte er ein Fifty über 73 Runs gegen Bangladesch. Neben der Nationalmannschaft spielte er zu der Zeit in immer mehr Twenty20-Ligen weltweit. Im Februar traf er mit dem Team für eine ODI-Serie auf England, wo er zwei Centuries (135 (129) und 162 (97) Runs) und zwei Fifties (50 und 77 Runs) erzielte, wofür er als Spieler der Serie ausgezeichnet wurde. Beim Cricket World Cup 2019 gelangen ihm dann je ein Fifty gegen Pakistan (50 Runs) und Neuseeland (87 Runs). Seine letzte ODI-Serie bestritt er im August gegen Indien, bei dem er noch ein Mal ein Fifty über 72 Runs erzielte.
Nach der Pause auf Grund der COVID-19-Pandemie kam er im März 2021 wieder zurück ins Twenty20-Team. Im Juli erzielte er gegen Australien ein Fifty über 69 Runs, wofür er ausgezeichnet wurde. Er war dann noch Mal Teil des Kaders für den ICC Men’s T20 World Cup 2021, wobei er mit 42 Jahren der älteste Spieler war, jedoch nicht mehr herausragen konnte. Es war sein letzter Einsatz für die Nationalmannschaft. Er spielte in der Folge noch in weiteren Twenty20-Ligen.